# Montfort-sur-Argens
Montfort-sur-Argens – miejscowość i gmina we Francji, w regionie Prowansja-Alpy-Lazurowe Wybrzeże, w departamencie Var.
Według danych na rok 1990 gminę zamieszkiwało 705 osób, a gęstość zaludnienia wynosiła 59 osób/km² (wśród 963 gmin regionu Prowansja-Alpy-W. Lazurowe Montfort-sur-Argens plasuje się na 429. miejscu pod względem liczby ludności, natomiast pod względem powierzchni na miejscu 646.).